# David St. John
David St. John, né à Fresno, dans l'état de Californie (États-Unis) le 24 juillet 1949, est un poète, essayiste, librettiste et professeur d'université américain. En 2017, il a été élu chancelier de l'Academy of American Poets,. Il enseigne la littérature anglaise et la création littéraire en 3e cycle à l'université de Californie du Sud.

## Biographie
Après ses études secondaires à la McLane High School de Fresno, David St. John entre à l'université d'État de Californie à Fresno, où il obtient son Bachelor of Arts, il passe un Master of Fine Arts à l'université de l'Iowa en 1974.
Ses poèmes sont régulièrement publiés dans le New Yorker, la revue Poetry, The Paris Review, The American Poetry Review, Harper's, The New Republic, The Missouri Review,, la Southern Review,, etc.
David St. John réside à Venice, quartier de Los Angeles.

## Œuvres

### Poésies
- The Last Troubadour, éd.  Ecco , 2017,
- The Window, éd. Arctos Press, 2014,
- The Auroras, éd. Harper, 2012[13],
- Prism, éd. Arctos Press, 2002,
- The Red Leaves of Night, éd. Harpperen, 1999,
- In the Pines: Lost Poems: 1972-1997, éd. White Pine Press, 1999,
- Study for the World's Body, éd. Harpperen, 1994,
- The Shore, éd. Houghton Mifflin, 1980,
- Hush, éd. Johns Hopkins University Press, 1976.

### Essais
- On Charles Wright's "Snow", éd. Northwest Review Vol 49 No 2, 2011,
- Multiple Entries to ROME: City Secrets, éd. Fang Duff Kahn Publishers, 2011,
- Light, éd. Red Hen Press, 2010,
- Growing Up With Impressionists : The Diary of Julie Manet, éd. NY. Rizzoli, 2010,
- Where the Angels Come Toward Us, éd. White Pine Press, 1995,
- For Georg Trakl, éd. Folger Shakespeare Library, 1979.

### Nouvelles
- The Face: A Novella in Verse, éd.  Harper Perennial, 2004,
- No Heaven, éd. Houghton Mifflin, 1985.

### Anthologie
- American Hybrid: A Norton Anthology of New Poetry, avec Cole Swenson, éd. W. W. Norton & Company, 2009.

## Prix et distinctions
- 2000 : Prix de l'American Academy and Institute of Arts and Letters[14]
- 1984 : American Academy at Rome, Le Prix de Rome[14]
- 1977 : boursier de la fondation Guggenheim[15],
- 1976, 1984, 1994 : boursier du National Endowment for the Arts